# Synagoga v Drážkově
Bývalá synagoga na návsi v Drážkově byla postavena roku 1852 na místě starší synagogy. Bohoslužby zde probíhaly nejspíše až do roku 1932. V roce 1954 došlo k přestavbě na obecní úřad a zdravotnické středisko. V současnosti je objekt veden jako čp. 33.
Židovské osídlení ve vsi je doloženo počínaje rokem 1712, v průběhu 19. století tvořili Židé dokonce většinu obyvatel vsi. Postupně však docházelo ke snižování jejich počtu, v první čtvrtině 20. století až na patnáct; poslední dvě obyvatelky židovského vyznání zahynuly během nacistické okupace. Nedaleko od vsi se také nachází židovský hřbitov.

## Galerie

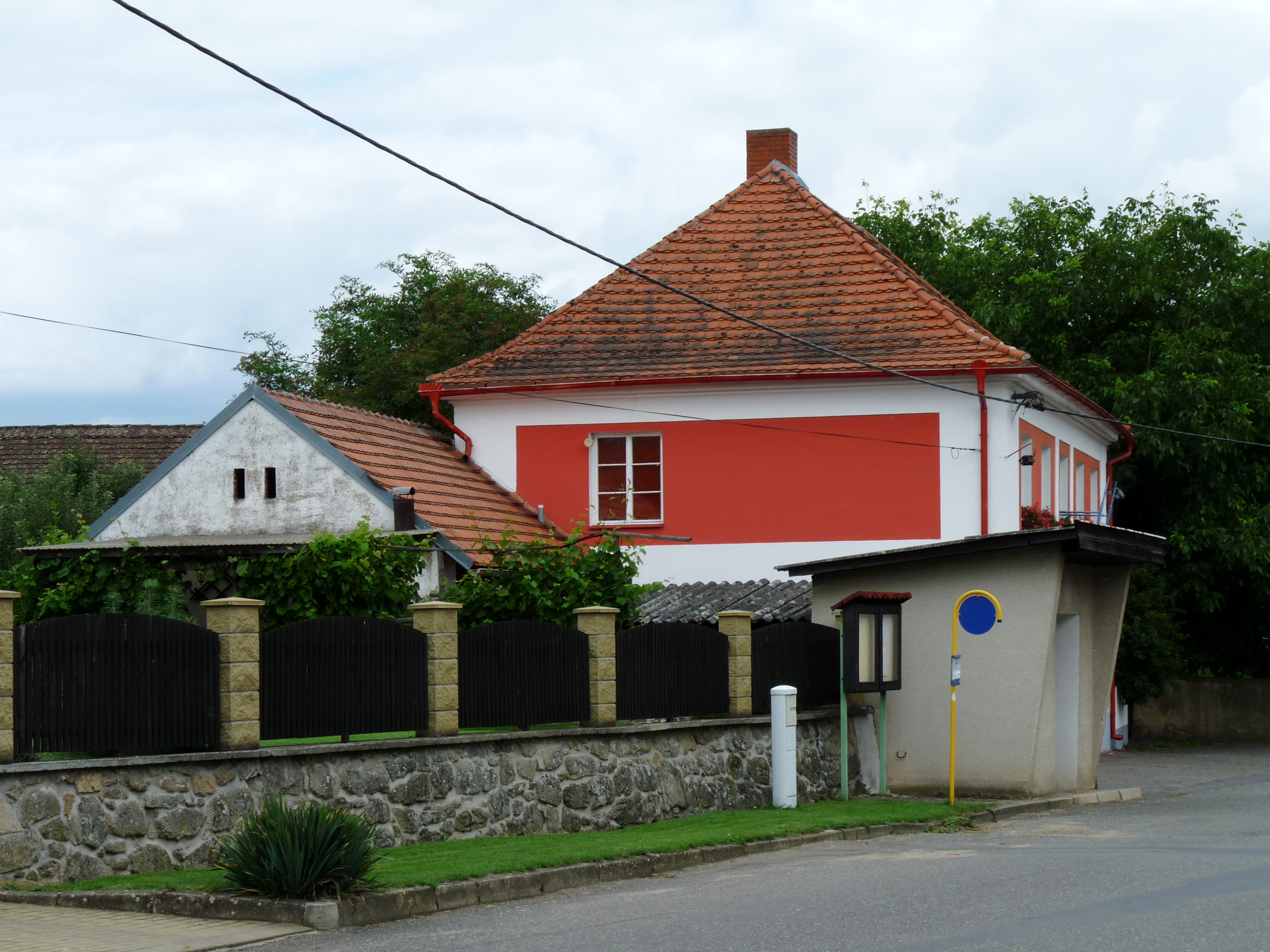
Pohled zdáli
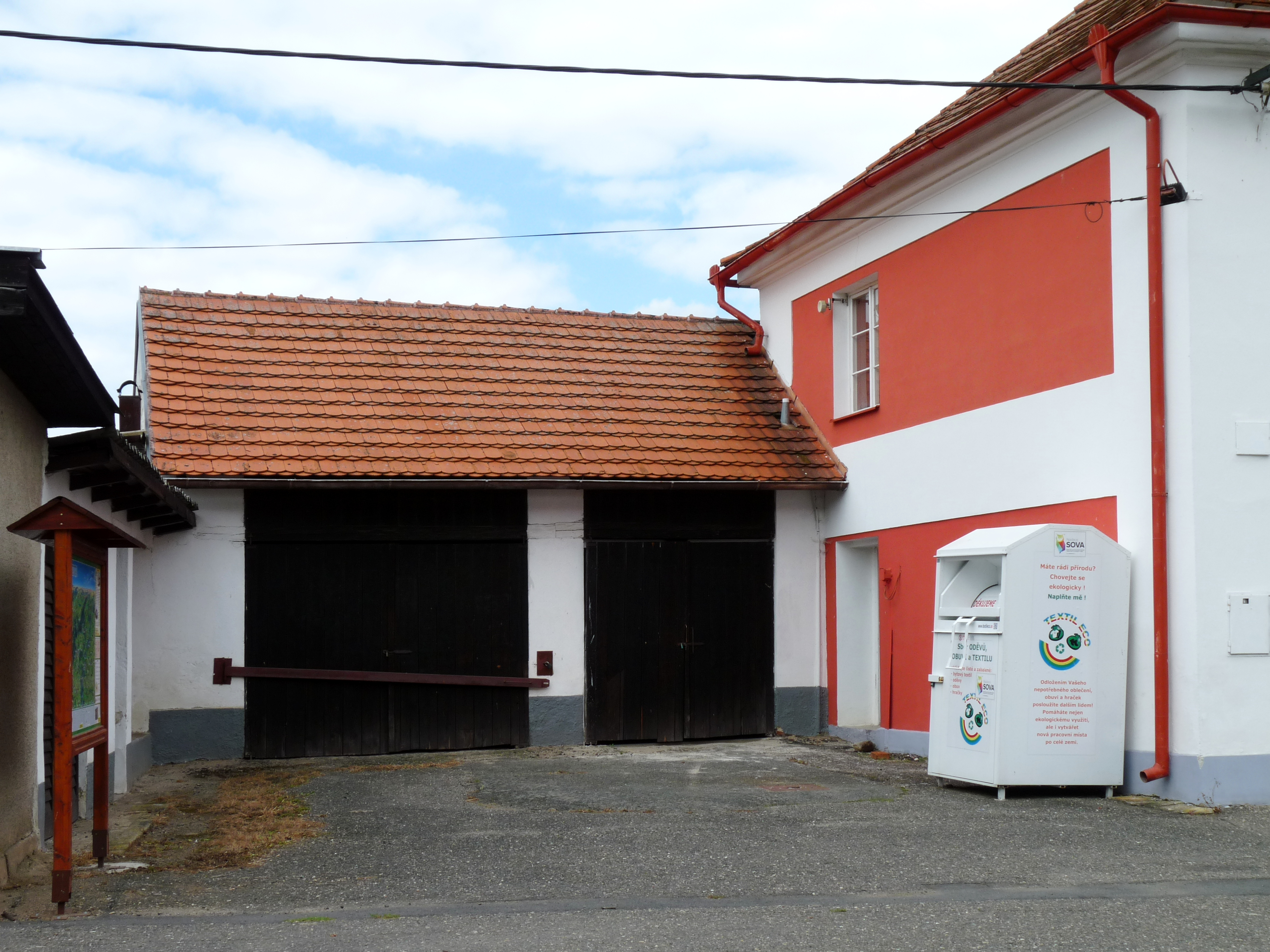
Vrata
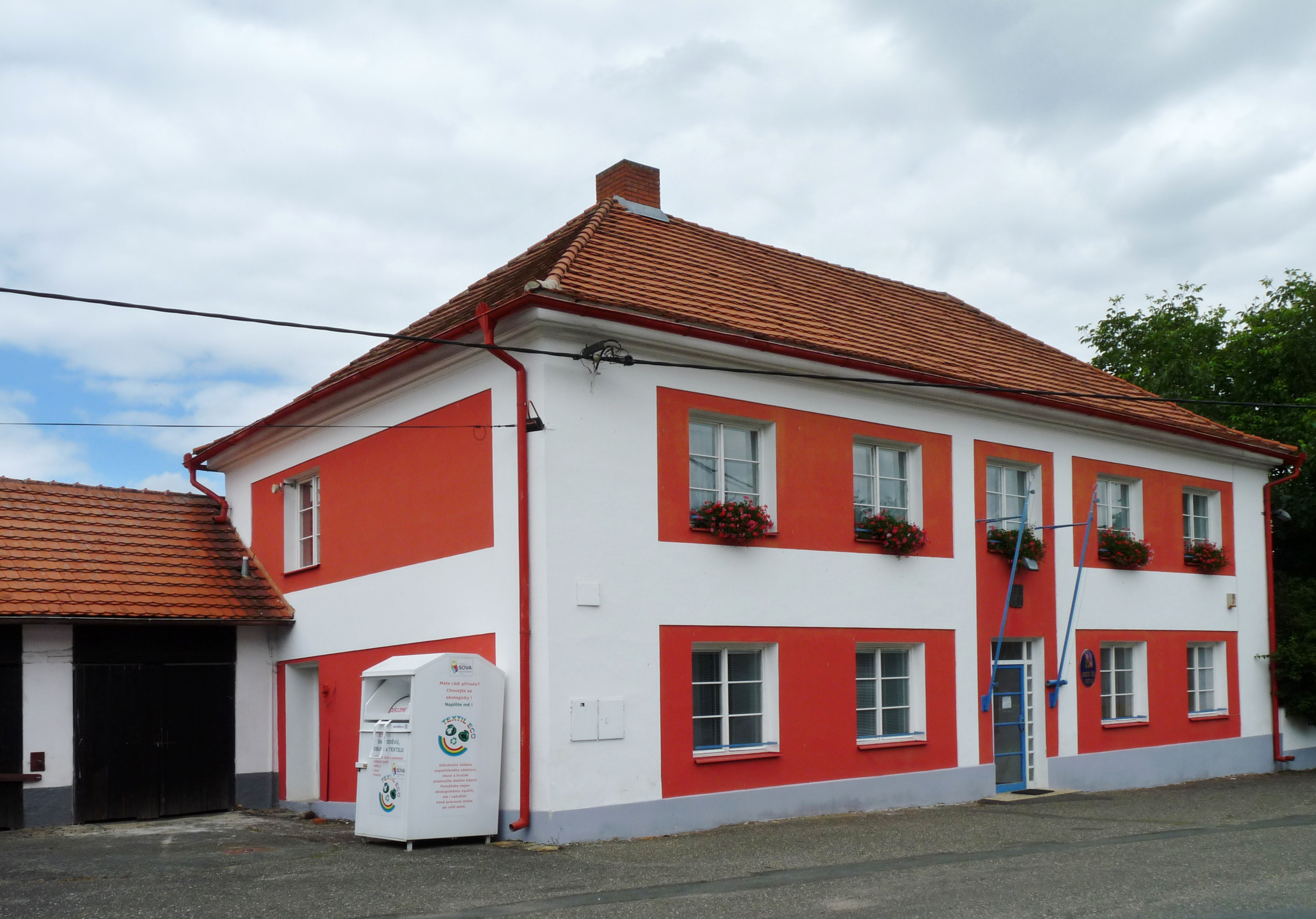
Pohled ze strany